# Centrale sandiniste des travailleurs
La Central Sandinista de Trabajadores (CST - Centrale sandiniste des travailleurs) est la principale confédération syndicale du Nicaragua. Elle est affiliée à la Confédération syndicale internationale et à la Confédération syndicale des travailleurs et travailleuses des Amériques après avoir été affiliée à la Fédération syndicale mondiale. Elle fut fondée en 1979 à la suite de la révolution sandiniste et reste proche du Front sandiniste de libération nationale. 